# 1993年5月逝世人物列表
1993年逝世人物列表：1月 - 2月 - 3月 - 4月 - 5月 - 6月 - 7月 - 8月 - 9月 - 10月 - 11月 - 12月
1993年5月逝世人物列表，是用於匯總1993年5月期間逝世人物的列表。

## 依日期排序

### 1日
- 彼得阿奎隆，76歲，義大利足球運動員
- 埃爾萬·貝戈特，63歲，法國軍官和作家[1]
- 皮埃尔·贝雷戈瓦，67歲，法國政治家和總理[2]
- 阿爾弗雷多·帕雷哈·迪斯坎塞科，84歲，厄瓜多小說家、記者和外交官[3]
- 唐納德·杜普雷，74歲，美國雪橇運動員[4]
- 亨利·艾倫伯格，87歲，加拿大精神病學家、醫學歷史學家和犯罪學家[5]
- 傑拉爾德·福勒，58歲，英國政治家，國會議員。
- 納拉揚·加內什·戈爾，85歲，印度政治家。
- 沃倫·P·諾爾斯，84歲，美國政治家和州長[6]
- 拉纳辛哈·普雷马达萨，68歲，總統，被自殺式炸彈襲擊者暗殺。

### 2日
- 路易吉·貝斯塔吉尼，73歲，義大利冰球運動員[7]
- 胡利奧·嘉洛，83歲，美國釀酒師[8]
- 小約翰·S·格裡森，78歲，美國銀行家和政治人物。
- 索爾基德·雅各布森，88歲，丹麥亞述學家和考古學家。[9]
- 斯蒂芬·朱巴，78歲，加拿大政治家。
- 伊萬·拉皮科夫，70歲，蘇俄演員[10]
- 卡爾-弗里德里希·梅頓，87歲，二戰期間德國U艇指揮官
- 安德烈·莫內，71歲，法國戰鬥機飛行員，商人和政治家[11]
- 喬治·索索爾，85歲，英國田徑自行車運動員。
- 翁偉，86歲，美國記者和填字遊戲編輯[12]

### 3日
- 利貝樂碧加利蒂，86歲，義大利小說家。[13]
- 老罗伯特·德尼罗，71歲，美國畫家，罗伯特·德尼罗的父親[14]
- 鄧肯·麥克弗森，68歲，加拿大漫畫家。[15]
- 比約恩·羅霍爾特，73歲，挪威軍官，第二次世界大戰期間的抵抗運動成員。
- 赫米娜·泰洛娃，92歲，捷克動畫師、編劇和電影導演。[16]

### 4日
- 瑪格麗特·柏格斯，84歲，德國奧運跳水運動員（1928年）。[17]
- 弗蘭克·庫德爾卡，67歲，美國籃球運動員[18]
- 雷·麥克唐納，48歲，美國橄欖球運動員，鐮狀細胞性貧血併發症。
- 恩斯特·萊特麥耶，74歲，奧地利足球運動員和經理。
- 王湘浩，77歲，中國數學家。
- 阿莫斯·懷爾德，97歲，美國詩人、牧師和神學教授。
- 弗朗西斯·斯蒂格利奇，73歲，斯洛維尼亞電影導演和編劇。

### 5日
- 雅科夫·別洛波爾斯基，76歲，蘇聯建築師。
- 德莫特·博伊爾，88歲，英國皇家空軍元帥。[19]
- 路易斯·布魯克斯，82歲，美國R&B薩克斯手和樂隊領隊。
- 約翰·佈雷迪，89歲，澳大利亞工會會員和政治家。
- 喬治·卡里爾，82歲，法國籃球運動員。[20]
- 歐文·豪，72歲，美國社會主義活動家[21]
- 瑪律科姆·梅特卡夫，82歲，美國奧運會標槍運動員（1932年，1936年）。[22]
- 迪克·梅茨，84歲，美國高爾夫球手。[23]
- 阿爾戈·托恩曼，83歲，瑞典畫家。
- 保羅·魏格納，84歲，德國納粹黨官員和政治家。

### 6日
- 艾薇·本森，79歲，英國音樂家和樂隊領隊。
- 范恩博爾，84歲，塞爾維亞藝術家。
- 隆美爾·費爾南德斯，27歲，巴拿馬足球運動員
- 多蘿西·B·休斯，88歲，美國犯罪作家、文學評論家和歷史學家。[24]
- 伊恩·米卡多，84歲，英國政治家[25]
- 安·托德，86歲，英國女演員[26]

### 7日
- 赵伯平，90歲，中國政治家。
- 哈羅德·丹福思，77歲，加拿大政治家，國會議員（1958-1962，1963-1974）。
- 西·法羅，36歲，德裔美國新浪潮歌手
- 羅傑·克辛，57歲，美國語言學家和人類學家[27]
- 瓦萊里亞諾·洛佩斯，67歲，秘魯足球運動員
- 瑪麗·菲爾賓，90歲，美國默片女演員[28]
- 哈帕·夏普，65歲，美國賽車手，自殺。
- 瑟曼·塔克，75歲，美國棒球運動員。[29]

### 8日
- 德勒·查理，45歲，塞拉利昂劇作家。[30]
- 德比普拉薩德·查托帕迪亞亞，74歲，印度馬克思主義哲學家。[31]
- 阿夫拉姆·戴維森，70歲，美國小說作家[32]
- 恩里克·拉里納加，82歲，西班牙足球運動員
- 阿爾溫·尼古拉斯，82歲，美國編舞家[33]
- 加布里埃爾·皮塔·達·維加，84歲，西班牙海軍上將，海軍部長（1973-1977）。[34]
- 馬蒂·史蒂文斯，54歲，美國教育家和戲劇導演，哮喘患者。
- 班戈子爵愛德華·沃德，87歲，英國-愛爾蘭世襲貴族。

### 9日
- 泰德·西斯拉克，80歲，美國職業棒球大聯盟球員。[35]
- 雅克·德克斯特拉茲，73歲，加拿大軍官。
- 瑪麗·鄧肯，98歲，美國女演員[36]
- 肯尼斯·伊瑟，91歲，澳大利亞陸軍軍官。
- 佩內洛普·吉利亞特，61歲，英國小說家和編劇[37]
- 瑪吉·海明威，47歲，英國小說家。
- 芙蕾亞·史塔克，100歲，英裔義大利旅行作家和探險家。[38]
- 阿爾伯特·蘇科普，80歲，德國足球運動員[39]

### 10日
- 萊斯特·德爾·雷伊，77歲，美國科幻小說作家[40]
- 彭明治，88歲，中國將軍、外交官。
- 傑克·皮爾，72歲，英國工會領袖。
- 斯坦尼斯瓦夫·皮瓦特，84歲，波蘭奧運拳擊手[41]
- 德莫特·謝里夫，72歲，愛爾蘭籃球運動員[42]
- 埃貢·沃格爾，84歲，德國演員[43]
- 佩德羅·武斯科維奇，69歲，克羅埃西亞裔智利經濟學家和政治家。

### 11日
- 赵苍璧，77歲，中國政治家、官員。
- 陳啓川，94歲，臺灣政治家。
- 馬格利·埃爾斯特，80歲，挪威精神分析學家、文學評論家和詩人。
- 米妮·金特里，77歲，美國女演員[44]
- 休・哈德森，62歲，澳大利亞政治家
- 舍爾·穆罕默德·馬里，58歲，巴基斯坦部落酋長和軍事人物。
- 沙·莫達克，75歲，印度演員。
- 吉恩·塞拉夫斯基，57歲，美國橄欖球運動員。[45]
- 托斯滕·烏爾曼，84歲，瑞典奧林匹克射擊運動員（1936年，1948年）。[46]
- 雷伊·維納，63歲，美國攝影師和攝影記者，斯威特綜合症併發症。

### 12日
- 斯坦尼斯瓦夫·巴蘭，73歲，波蘭足球運動員。
- 蒂奧多爾·巴爾卡，98歲，摩爾多瓦政治家和教授。
- 芝諾·科洛，72歲，義大利冬奧會高山滑雪運動員（1952年）[47]
- 埃弗特·多爾曼，47歲，荷蘭自行車運動員和奧運冠軍。
- 約翰·寶藏·鐘斯上尉，87歲，英國海上官員[48]
- 烏爾夫·帕爾梅，72歲，瑞典電影演員。[49]
- 愛達·塞佩爾，73歲，德國女演員[50]
- 沙澤·巴哈都爾·辛格，82歲，印度詩人和作家。[51]

### 13日
- 羅伯特·阿德利，58歲，英國政治家，國會議員（自1970年起），心臟病發作。
- 弗里德里希·多爾，85歲，德國天主教神父和神學教授。
- 艾爾頓·費克斯，83歲，美國插畫家。[52]
- 貝朵·葛莉菲斯，86歲，英國牧師和本篤會修士。[53]
- 沃爾夫岡·洛茨，72歲，以色列間諜。[54]
- M·K·梅農，64歲，印度作家。

### 14日
- 阿齊茲·沙萬，77歲，埃及作曲家。[55]
- 派翠克·海默斯，40歲，比利時罪犯，上吊自殺。
- 小威廉·蘭道夫·赫斯特，85歲，美國報紙出版商。[56]
- 卡琳·盧茨，89歲，愛沙尼亞畫家和平面藝術家。
- 梅爾文·史威格，75歲，美國房地產開發商和慈善家。

### 15日
- 科丹德拉·馬達帕·卡里亞帕，94歲，印度總司令[57]
- 赫伯特·格羅奇，90歲，德國數學家。
- 弗朗西斯科·奎羅斯，35歲，多明尼加拳擊冠軍，在夜總會鬥毆中喪生。
- 約翰·羅，88歲，澳大利亞政治家。
- 羅伯特·坦尼沃，81歲，法國自行車運動員。[58]

### 16日
- 吉巴拉吉阿什里特，48歲，尼泊爾政治家，交通事故。
- 马丹·库马尔·班达里，41歲，尼泊爾政治家，交通事故。
- 愛德華多·坎貝爾，59歲，巴拿馬奧運摔跤運動員（1960年，1964年）。 [59]
- 伯納德·錢達，41歲，尚比亞足球運動員。
- 德茲索·阿科斯·漢姆扎，89歲，匈牙利電影導演
- 馬夫·約翰遜，54歲，美國R&B歌手，詞曲作者和鋼琴家[60]

### 17日
- 恩里克·安喬斯，41歲，葡萄牙奧運帆船運動員（1972年、1984年、1988年）。[61]
- 馬夫·約翰遜，85歲，美國律師和政治家。
- 喬·普洛斯基，89歲，波蘭裔美國電影和電視演員。[62]
- 安德力亞·雷桑帕，68歲，馬達加斯加政府部長。
- 伊莉莎白·蒙哥馬利·威爾莫特，91歲，英國藝術家。[63]
- 彼得·E·佩里，91歲，美國政治家，賓夕法尼亞州眾議院議員（1965-1968，1969-1976）。

### 18日
- 海因里希·阿爾貝茨，78歲，德國政治家，柏林市長（1966-1967）。[64]
- 張鑑泉，51歲，香港實業家和政治家，心臟病發作。
- 羅納德·哈弗，54歲，美國電影歷史學家和作家，愛滋病相關疾病。
- 海因茨·克诺克，72歲，二戰期間德國飛行王牌和政治家。
- 多明戈·羅莫，76歲，智利足球運動員。[65]

### 19日
- 內梅西奧·安圖內斯，75歲，智利畫家。
- 溫斯頓·伯德特，79歲，美國廣播記者和記者。[66]
- 奧斯卡·格萊姆斯，78歲，美國職業棒球大聯盟球員。[67]
- 理查·墨菲，81歲，美國電影導演[68]
- 蘭格·索霍尼，75歲，印度板球運動員
- 呂西安·特魯珀，74歲，法國足球運動員和經理。
- 約翰·A·威爾遜，49歲，美國政治家

### 20日
- 阿爾伯特·朱利葉斯·阿伯，65歲，美國棒球運動員[69]
- 斯蒂萬博德納羅夫，87歲，塞爾維亞雕塑家、畫家和政治委員。
- 佛吉尼亞·卡特勒，87歲，美國學者，阿爾茨海默病。
- 德拉戈柳布·雅諾舍維奇，69歲，南斯拉夫國際象棋特級大師。
- 卡梅洛·培斯，86歲，馬爾他作曲家和音樂教授。[70]

### 21日
- 約翰·弗羅斯特，80歲，英國陸軍軍官
- 約翰·霍蘭德，85歲，美國演員[71]
- 維陶塔斯·蘭茨貝吉斯-熱姆卡爾尼斯，100歲，立陶宛建築師。
- 奧馬爾·普哈澤，48歲，喬治亞短距離自行車運動員和奧運獎牌得主。[72]
- 劉闊才，82歲，臺灣政治家。

### 22日
- 赫伯特·卡倫，73歲，美國物理學家[73]
- 梅奇斯瓦夫·霍爾紹夫斯基，100歲，波蘭裔美國鋼琴家。[74]
- 大衛·里斯，57歲，英語作家、講師和愛滋病評論家。
- 伊爾瑪·比拉，76歲，墨西哥牧場歌手和女演員
- 卡爾·約翰·瓦赫特邁斯特，90歲，瑞典軍官和奧運會擊劍運動員（1936年）。[75]
- 朱士威爾遜，89歲，美國爵士小提琴家。[76]

### 23日
- 路易吉·布魯內拉，79歲，義大利足球後衛和經理[77]
- 朱利安·德·阿朱里亞格拉，82歲，西班牙裔法國心理學家。
- 韦尼阿明·迪姆希茨，83歲，蘇聯工程師和官員。
- 海梅·洛約拉，61歲，波多黎各奧運會射擊運動員[78]
- 詹姆斯·米爾霍林，77歲，美國演員[79]

### 24日
- 卡爾·比爾奎斯特，60歲，瑞典演員。
- 傑克·古爾德，79歲，美國記者和評論家。[80]
- 卡爾頓·E·摩士，91歲，美國電臺製作人[81]
- 胡安·赫蘇斯·波薩達斯·奧坎波，66歲，墨西哥羅馬天主教紅衣主教[82]

### 25日
- 李·羅伊·亞伯納西，79歲，美國福音音樂家
- 佛使比丘，86歲，泰國佛教僧侶和哲學家，腦溢血。
- 蘿拉·孔蒂，72歲，義大利反法西斯遊擊隊員、政治家、女權主義者和小說家。
- 路易斯·O·寇克斯，75歲，美國作家、劇作家和教授。[83]
- 魯道夫·埃克斯坦，78歲，德國賽艇運動員和奧運冠軍。[84]
- 文森特·埃里，56歲，巴布亞紐幾內亞政治家和小說家。
- 基姆·法瑞亞，81歲，希臘裔美國詩人和翻譯家。[85]
- 大衛·彼得森，33歲，美國職業摔跤手[86]
- 丹·西摩，78歲，美國演員
- 霍里亞·西瑪，86歲，羅馬尼亞政治家和戰犯。

### 26日
- 凱瑟琳·卡拉迪亞，100歲，羅馬尼亞貴族和慈善家。
- 科爾·代·格羅特，78歲，荷蘭鋼琴家和作曲家。[87]
- 卓拉·德拉戈切娃，94歲，保加利亞共產主義政治家。[88]
- 費爾南多·洛佩茲，89歲，菲律賓政治家。
- 梅姆斯·馬克利斯，80歲，希臘雕塑家。
- 喬治·F·波爾皮奇，72歲，美式足球運動員[89]
- 傑克·普里斯特利，66歲，美國電影攝影師。[90]
- 小約瑟夫·普利策，80歲，美國出版商人[91]
- 揚·威利，77歲，美國女演員
- 烏爾維耶納爾，85歲，土耳其奧運足球運動員（1928年）和商人（土耳其航空公司）。[92]

### 27日
- 托尼·戴爾·摩納哥，57歲，義大利流行歌手和演員。
- 喬·葛姆雷，75歲，英國工會會員。
- 塞爾日·勒魯瓦，56歲，法國電影導演[93]
- 羅格·麥克杜格，82歲，蘇格蘭編劇和劇作家。[94]
- 維納·史托克，38歲，德國演員[95]

### 28日
- 塔塔里·阿里，64歲，奈及利亞政治家，包奇州州長（1979-1983），心力衰竭。
- 查理·巴內特，82歲，英國板球運動員。
- 鄧肯·布朗，46歲，英國創作歌手和音樂家，癌症。
- 威廉·科林斯，61歲，加拿大奧運會皮划艇運動員（1956年）。[96]
- 喬治·浮士德，75歲，美式橄欖球運動員[97]
- 鮑比·喬·格林，57歲，美國橄欖球運動員
- 德里克·赫西，36歲，英國攀岩運動員[98]
- 乌戈·洛卡泰利，77歲，義大利足球運動員。[99]
- 以賽亞·羅斯，67歲，美國藍調音樂家，單人樂隊。[100]

### 29日
- 比利·康恩，75歲，美國輕重量級拳擊冠軍。
- 艾力克斯·坎普里斯，80歲，美國棒球運動員。[101]
- 保羅·瑪律文，90歲，美國電影製片人、兒童演員和特技演員。
- 路易絲·麥克馬納斯，97歲，美國護士和學者。[102]
- 拉希瑪·穆薩，70歲，南非政治家和活動家。

### 30日
- 卡瑪·艾納維，73歲，巴基斯坦小說家。
- 麻生武治，93歲，日本奧運會越野滑雪運動員（1928年）。[103]
- 貢薩洛·巴里奧斯，91歲，委內瑞拉政治家。
- 泰德·加勒特，73歲，英國政治家。
- 利恩·希索爾夫，82歲，荷蘭跳高運動員和奧運獎牌得主。[104]
- 亨利·赫爾普，85歲，丹麥畫家、平面藝術家和雕塑家。[105]
- 瑪吉，88歲，美國漫畫家（小露露），淋巴瘤。
- 梅爾文·斯賓塞·紐曼，85歲，美國化學家，俄亥俄州立大學教授。[106]
- 桑·拉，79歲，美國爵士樂作曲家、樂隊領隊、鋼琴家和詩人，充血性心力衰竭。[107]
- 梅爾·里斯，26歲，威爾士足球運動員，癌症。
- 吉爾·里斯，92歲，美國橄欖球運動員。

### 31日
- 福克納·艾利森，86歲，英國聖公會主教，切姆斯福德主教（1951-1961）和溫徹斯特（1961-1974）。
- 梅布爾·麥凱，86歲，美國原住民編織籃子工和藝術家。[108]
- 約翰·利奇菲爾德，89歲，英國皇家海軍軍官和政治家。
- 唐·塔圖姆，80歲，美國商人[109]
- 喬·沃格勒，80歲，美國政治家，殺人案。